# Noorse Zeemanskerk

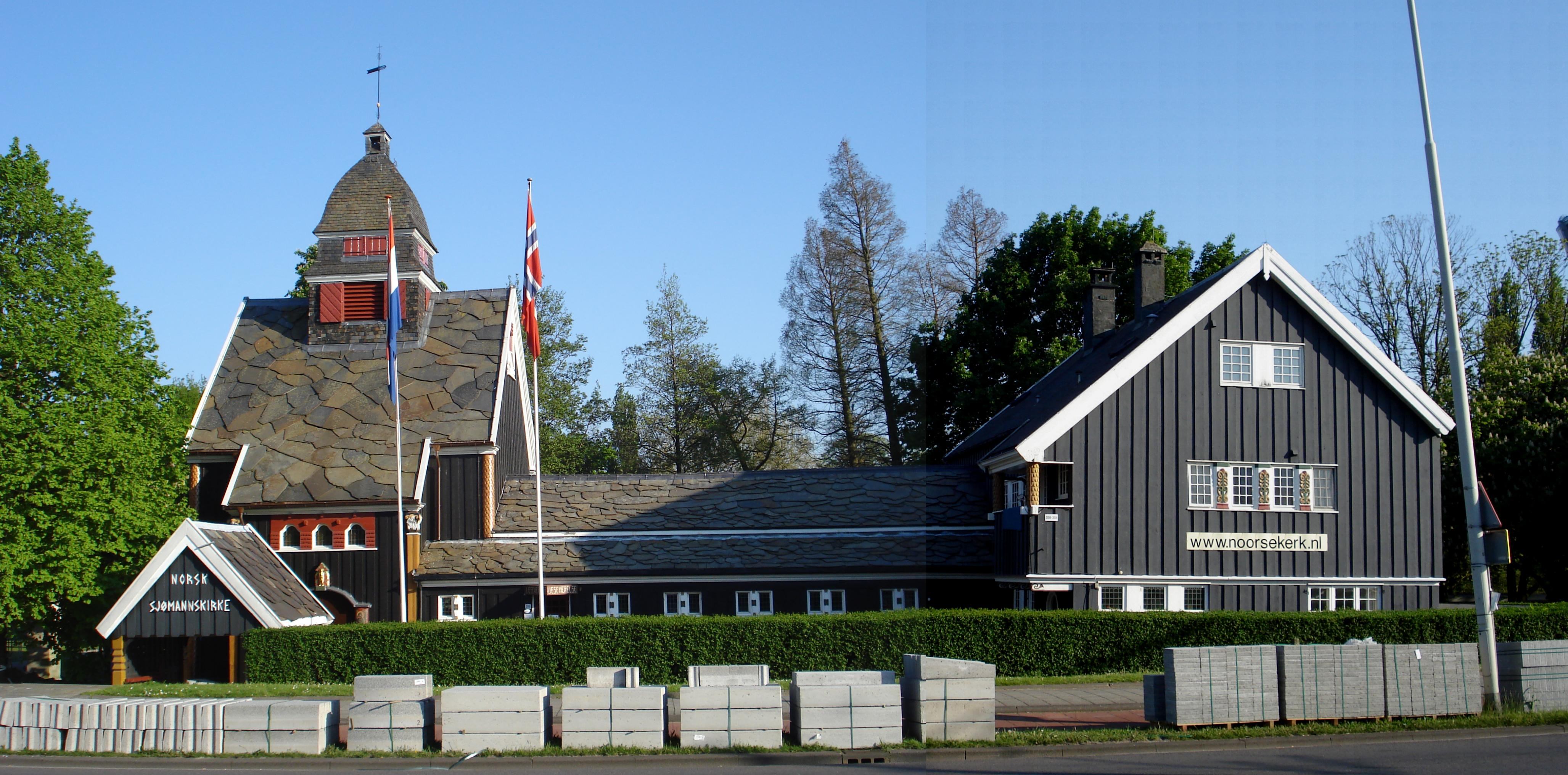
Noorse Zeemanskerk w Rotterdamie

Noorse Zeemanskerk (Sjømannskirken i Rotterdam, The Norwegian Seamen's Church, Norweski Kościół Marynarza) jest kościołem luterańskim w Rotterdamie zlokalizowanym przy Westzeedijk, blisko wejścia do Het Park.

## Historia
W Rotterdamie znajdują się różne zagraniczne kościoły dla marynarzy m.in. z krajów skandynawskich i Anglii. Stanowią rodzaj schronienia dla ludzi morza, którzy mogą wziąć udział w nabożeństwach oraz odpocząć. Działalność duszpasterska Kościoła Norweskiego w Rotterdamie rozpoczęła się w latach osiemdziesiątych XIX w. Początkowo użytkowano sale w  zaprzyjaźnionych organizacjach.  W 1888 roku Norweski Kościół Marynarza otrzymał własne pomieszczenie w Leuvehaven, na terenie portu. Lokal był używany również przez marynarzy z innych krajów. Liczba zainteresowanych szybko rosła dzięki pastorowi N.C. Christie, który przechadzał się każdego wieczora wzdłuż nabrzeży i Schiedamsedijk. Zapraszał do swojego kościoła marynarzy z ulicy i barów. Wkrótce przeniesiono kościół do większego budynku przy Boompjes. W 1910 roku marynarze zmuszeni byli opuścić to lokum z powodu groźby zawalenia budynku.
Rozpoczęto poszukiwania nowej lokalizacji. Pastor Saxe wybrał Het Park i otrzymał pozwolenie na budowę. Zbudowano drewniany obiekt w stylu norweskim typowym dla siedemnastego wieku. Budowę ukończono dzięki hojnym datkom m.in. norweskiego króla Haakona VII. Działalność kościoła została zainicjowana w dniu 26 lipca 1914 roku przez biskupa Erichsena z Bergen. W 1937 roku przesunięto budynek kościoła o 170 metrów z powodu pobliskiej budowy Maastunelu. 3 października 1941 spaliła się część mieszkalna kościoła, którą następnie odbudowano. Od 1999 roku kościół jest największym drewnianym budynkiem w Holandii.

## Obecnie
Przybudówka kościoła jest używana jako miejsce spotkań społeczności norweskiej w Holandii. Każdego roku 17 maja obchodzone jest narodowe święto. W drugi czwartek listopada jest organizowany coroczny jarmark bożonarodzeniowy, podczas którego można zakupić smørbrød i kake. Również odbywają się tam kursy języka norweskiego. W tamtejszym sklepie można nabyć norweskie produkty. W kościele nadal odbywają się nabożeństwa w języku norweskim w każdą niedzielę o godzinie 11:00.